# Danielle Petty
Pour les articles homonymes, voir Petty.
Danielle Petty est une actrice américaine née le 7 juin 1970 à Bellevue dans l'État de Washington.
Elle joue principalement dans des films d'horreur et des films érotiques ainsi que dans des séries télévisées.
Elle se produit parfois sous le nom de Ivy Elfstrom, Kennedy Johnson ou Kennedy Johnston.

## Filmographie
- 1977 : Esprits rebelles (en)
- 1994 : Surf, Sand and Sex
- 1995 : Seduction of Innocence
- 1996 : Erotic Confessions
- 1999 : Mutual Love Life
- 2002 : Auto Focus
- 2002 : Psychotic
- 2003 : Doggy Fizzle Televizzle
- 2003 : The Secret Cellar
- 2003 : Hotel Erotica
- 2004 : Les Experts
- 2004 : Zombie Nation
- 2004 : The Mailman
- 2004 : Until the Night
- 2004 : Countess Dracula's Orgy of Blood
- 2004 : Tomb of the Werewolf
- 2004 : Undercover Kids
- 2004 : Teenage Cavegirl
- 2004 : Genie in a String Bikini
- 2005 : Black Tie Nights
- 2005 : Killer Pickton
- 2005 : B.T.K. Killer
- 2006 : Black Dahlia
- 2006 : Hotel Erotica Cabo
- 2007 : Sin City Diaries
- 2007 : Diary of a Cannibal
- 2007 : Bewitched Housewives
- 2007 : The Maxwell Multiple Climax
- 2008 : Sex Chronicles
- 2008 : Dr House
- 2009 : Decomposing Tony Maslow
- 2009 : Dead Air
- 2011 : Life on Top